# Metagonia reventazona
Metagonia reventazona is een spinnensoort uit de familie trilspinnen (Pholcidae). De soort komt voor in Costa Rica en Panama.